# Asambleas del Partido Republicano de 2008 en las Islas Vírgenes de los Estados Unidos
Las Asambleas republicanas de las Islas Vírgenes estadounidense, 2008 se realizaron 5 de abril de 2008.

## Resultados
| Candidato      | Votos | Porcentaje | Delegados |
| -------------- | ----- | ---------- | --------- |
| Sin compromiso | 153   | 47.2%      | 6         |
| John McCain    | 102   | 31.5%      | 0         |
| Mitt Romney    | 60    | 18.5%      | 0         |
| Ron Paul       | 9     | 2.8%       | 0         |
| Total          | 324   | 100%       | 6         |